# نقارة كوب جديد (قشلاق أهر)
نقارة كوب جديد (بالفارسية: نقاره‌کوب جدید) هي منطقة سكنية تقع في إيران في قسم قشلاق الریفي. يقدر عدد سكانها بـ 314 نسمة .